# 阿史那元庆
阿史那元庆（7世纪？—692年），唐朝突厥族将领，西突厥兴昔亡可汗，阿史那弥射之子。
阿史那元庆初任左豹韬卫府中郎将。武则天为了加强对西域的控制，垂拱元年（685年）册封元庆为左玉钤卫将军、昆陵都护、袭兴昔亡可汗，统辖咄陆五部。又加封为镇国大将军、行左威卫大将军。如意元年（692年），阿史那元庆被酷吏来俊臣诬杀。其长子阿史那俀子投靠吐蕃贵族反唐，被吐蕃立为十姓可汗，次子阿史那献流放崖州。